# Pequeño Alpamayo

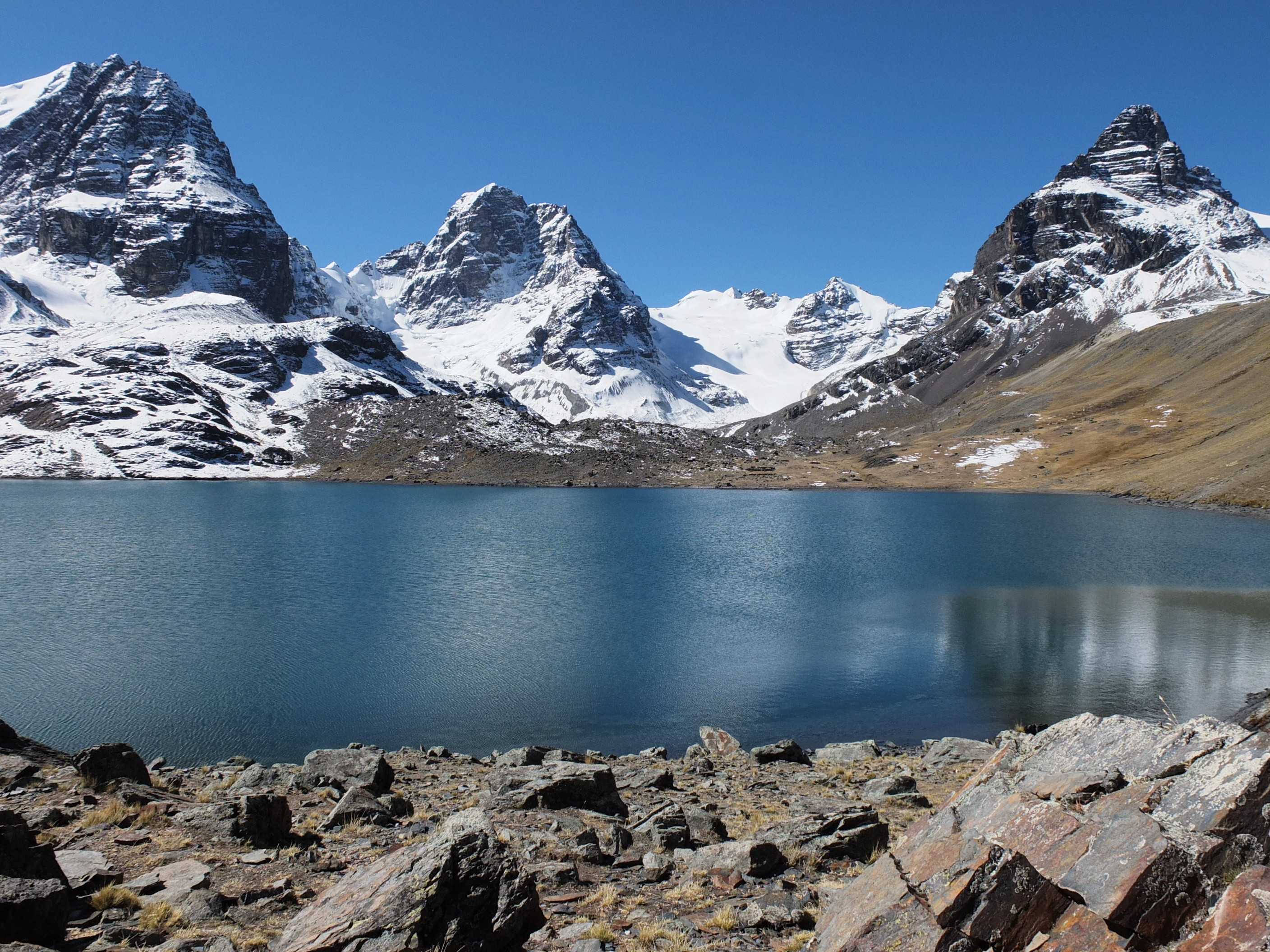
Laguna Chiar Khota mit Blick auf das Base Camp und die Condoriri-Gruppe

Der Pequeño Alpamayo (auch Alpamayo Chico oder Fabulosa) ist ein 5370 m hoher Berg in der Cordillera Real in Bolivien.

## Geschichte

### Bedeutung des Namens
Der Name steht für kleiner Alpamayo und nimmt Bezug auf den Alpamayo in Peru, der rund 600 m höher und hinsichtlich einer Besteigung  anspruchsvoller ist. Dessen weniger bekannte Rückseite ähnelt im Erscheinungsbild dem Gipfelaufbau des Pequeño Alpamayo in Bolivien.

### Erstbesteigung
Der Pequeño Alpamayo wurde erstmals am 24. August 1962 durch Irene und Keith Whitelock aus Südafrika bestiegen. Sie wählten die heute als Normalweg geltende Route über den Süd-West-Grat.

## Lage und Umgebung
Der Pequeño Alpamayo liegt im Osten der Condoriri-Gruppe im Departamento La Paz. Das üblicherweise genutzte Basislager an der Laguna Chiar Khota ist von La Paz über den Ort Tuni (4438 m) und einer anschließenden dreistündigen Wanderung vorbei am Tunisee innerhalb eines Tages zu erreichen.

## Routen zum Gipfel
Gipfeltouren zum Pequeño Alpamayo starten meist vom Basislager auf rund 4700 m an der Laguna Chiar Khota. Dazu muss über einen Gletscheraufstieg zuerst der Gipfel des Cerro Tarija überschritten werden. Die Normalroute zum Gipfel ist im weiteren Verlauf eine bis zu 55° steile Eistour und verläuft über den geschwungenen Süd-West-Grat.
Eine anspruchsvollere direkte Route führt im III. Grad durch die 55–65° steile Süd-West-Wand.